# Norbert, commis d'office
Norbert, commis d'office est une série de télé-réalité française diffusée sur 6ter du 30 janvier 2015 au 19 avril 2019. Elle met en scène Norbert Tarayre, chef cuisinier et propriétaire de restaurants, qui enquête sur des « crimes culinaires ».

## Concept
Les candidats (criminels de la cuisine dans l'émission Norbert, commis d'office) sont de tous genres, mères de famille, pères célibataires, grands-mères ou encore jeunes et cuisinent depuis des années. Mais leurs familles et amis ne supportent plus leurs plats qui sont trop gras, trop lourds et souvent ratés. Les proches n'osent pas avouer aux « criminels » à quel point leur cuisine n'est pas bonne. C'est la raison pour laquelle ils "portent plainte" auprès de Norbert Tarayre. Norbert est donc commis d'office (comme un avocat), pour remettre ces « criminels » dans le droit chemin. Deux enquêtes sont transmises à Norbert pour chaque épisode.

## Émissions

### Saison 1 (2015)
La première saison a été diffusée entre le 30 janvier 2015 et le 20 mars 2015 à 20 h 50 sur 6ter. 
Lors des deux premières diffusions, deux épisodes inédits ont été diffusés, puis les semaines suivantes, un épisode inédit avec une rediffusion.
| Épisodes émission | Épisodes saison | Titre                                                                      | Date de diffusion | Audience | Part de marché | Source |
| ----------------- | --------------- | -------------------------------------------------------------------------- | ----------------- | -------- | -------------- | ------ |
| 01                | 01              | Dorian et la tartiflette Aymeric et l’éclair                               | 30 janvier 2015   | 371 000  | 1,5 %          | [ 2 ]  |
| 02                | 02              | Fathia et la quiche au thon Philippe et les tagliatelles aux fruits de mer | 30 janvier 2015   | N/A      | N/A            |        |
| 03                | 03              | Amine et le tiramisu Flora et la poêlée de bœuf aux légumes                | 6 février 2015    | 258 000  | 1,0 %          | [ 3 ]  |
| 04                | 04              | Irina et sa queue de bœuf Linda et les lasagnes aux champignons            | 6 février 2015    | N/A      | N/A            |        |
| 05                | 05              | Charles et sa pizza au fromage Nadia et son couscous                       | 13 février 2015   | 243 000  | 1,0 %          | [ 4 ]  |
| 06                | 06              | Josette et sa tarte pomme-potiron Benjamin et son rôti de porc             | 20 février 2015   | 235 000  | 0,9 %          | [ 5 ]  |
| 07                | 07              | Déborah et son petit-déjeuner continental Stéphane et ses encornets farcis | 27 février 2015   | 274 000  | 1,1 %          | [ 6 ]  |
| 08                | 08              | François et ses paupiettes de veau Solène et son gâteau de princesse       | 6 mars 2015       | 302 000  | 1,2 %          | [ 7 ]  |
| 09                | 09              | Émilie et sa blanquette de veau Faustine et son burger                     | 13 mars 2015      | 241 000  | 0,9 %          | [ 8 ]  |
| 10                | 10              | Sandrine et son poulet au citron Hedy et sa soupe à l'oignon               | 20 mars 2015      | 307 000  | 1,2 %          | [ 9 ]  |

- Les plus hauts chiffres d'audience
- Les plus bas chiffres d'audience

### Saison 2 (2015)
La deuxième saison a été diffusée entre le 25 septembre 2015 et le 11 décembre 2015 à 20 h 50 sur 6ter. 
Un épisode spécial, Les meilleures astuces de Norbert, a été diffusée après le premier épisode, le 25 septembre 2015 à 22 h 00.
| Épisodes émission | Épisodes saison | Titre                                                       | Date de diffusion | Audience | Part de marché | Source |
| ----------------- | --------------- | ----------------------------------------------------------- | ----------------- | -------- | -------------- | ------ |
| 11                | 01              | Dalila et sa paëlla Olivier et ses lasagnes                 | 25 septembre 2015 | 270 000  | 1,1 %          | [ 10 ] |
| 12                | 02              | Luc et ses fruits de mer Lilia et son poulet                | 2 octobre 2015    | 258 000  | 1,1 %          | [ 11 ] |
| 13                | 03              | Laetitia et son financier Alex et son camembert             | 9 octobre 2015    | 192 000  | 0,8 %          | [ 12 ] |
| 14                | 04              | Florence et son veau Edwige et son poulet au curry          | 16 octobre 2015   | 183 000  | 0,7 %          | [ 13 ] |
| 15                | 05              | Jennifer et sa tarte aux poireaux Alex et son fromage       | 23 octobre 2015   | 291 000  | 1,2 %          | [ 14 ] |
| 16                | 06              | Brian et son risotto Anahid et le chocolat                  | 6 novembre 2015   | 342 000  | 1,4 %          | [ 15 ] |
| 17                | 07              | Brahim et l'omelette Élodie et le poisson pané              | 13 novembre 2015  | 345 000  | 1,4 %          | [ 16 ] |
| 18                | 08              | Véronique et sa carbonara Delphine et son hachis            | 20 novembre 2015  | 291 000  | 1,2 %          | [ 17 ] |
| 19                | 09              | Maha et son porc pané nouilles sautées Dan et sa tarte crue | 27 novembre 2015  | 298 000  | 1,2 %          | [ 18 ] |
| 20                | 10              | Sarah et ses mug-cake Vanessa et son osso bucco             | 4 décembre 2015   | 365 000  | 1,5 %          | [ 19 ] |
| 21                | 11              | Spécial Noël, avec l'équipe du film Babysitting 2           | 11 décembre 2015  | 332 000  | 1,3 %          | [ 20 ] |

- Les plus hauts chiffres d'audience
- Les plus bas chiffres d'audience

### Saison 3 (2016)
La troisième saison a été diffusée entre le 16 septembre 2016  et le 18 novembre 2016 à 20 h 55 sur 6ter. Le premier épisode, Ils reviennent !, est dédié à l’association, Un rêve, un sourire.
Un épisode spécial, Le pire du pire, a été diffusée après le second épisode, le 16 septembre 2016 à 22 h 10.
| Épisodes émission | Épisodes saison | Titre                                                                                    | Date de diffusion | Audience | Part de marché | Source |
| ----------------- | --------------- | ---------------------------------------------------------------------------------------- | ----------------- | -------- | -------------- | ------ |
| 22                | 01              | Ils reviennent !                                                                         | 24 juin 2016      | 218 000  | 1,1 %          | [ 22 ] |
| 23                | 02              | Nathalie et sa cuisine au micro-onde Florian et sa normandiflette                        | 16 septembre 2016 | 249 000  | 1,0 %          | [ 23 ] |
| 24                | 03              | Mathieu et ses pâtes carbonara à la mayonnaise Brigitte et son sauté de porc coco-banane | 23 septembre 2016 | 302 000  | 1,3 %          | [ 24 ] |
| 25                | 04              | Clémentine et sa tarte à la banane Messaouda et sa tatin de canard                       | 30 septembre 2016 | 277 000  | 1,2 %          | [ 25 ] |
| 26                | 05              | David et sa recette sucrée salée Patricia et son tajine aux épices                       | 7 octobre 2016    | 435 000  | 1,8 %          | [ 26 ] |
| 27                | 06              | Brigitte et ses gâteaux Jocelyn et son hachis parmentier à la crème                      | 14 octobre 2016   | 343 000  | 1,4 %          | [ 27 ] |
| 28                | 07              | Brigitte et sa ratatouille frite Taylor et son gratin à la russe                         | 21 octobre 2016   | 410 000  | 1,7 %          | [ 28 ] |
| 29                | 08              | Jean-Paul et sa cazuela chilienne Mehdi et ses bricks                                    | 28 octobre 2016   | 302 000  | 1,3 %          | [ 29 ] |
| 30                | 09              | Marie-Julie et son colombo de poulet Mickael et son risotto au cola                      | 4 novembre 2016   | 336 000  | 1,3 %          | [ 30 ] |
| 31                | 10              | Stéphane et son escalope normande à l'ivoirienne Roxane et son gâteau sans gluten        | 11 novembre 2016  | 432 000  | 1,8 %          | [ 31 ] |
| 32                | 11              | Fred et son porc à la philippine William et son welsh bourguignon                        | 18 novembre 2016  | 362 000  | 1,5 %          | [ 32 ] |

- Les plus hauts chiffres d'audience
- Les plus bas chiffres d'audience

### Saison 4 (2017)
La quatrième saison a été diffusée entre le 24 mars 2017 et le 16 juin 2017 à 20 h 55 sur 6ter.
Un épisode spécial, Le pire du pire, a été diffusée après le premier épisode, le 24 mars 2017 à 22 h 20.
| Épisodes émission | Épisodes saison | Titre                                                                        | Date de diffusion | Audience | Part de marché | Source |
| ----------------- | --------------- | ---------------------------------------------------------------------------- | ----------------- | -------- | -------------- | ------ |
| 33                | 01              | Johnny, sabotage de crêpes Kathleen, usage illicite de sucre                 | 24 mars 2017      | 335 000  | 1,4 %          | [ 33 ] |
| 34                | 02              | Barbara, corruption de viande hachée Jean-François, escroquerie à la frite   | 31 mars 2017      | 447 000  | 1,9 %          | [ 34 ] |
| 35                | 03              | Yann, deal d'épices Laurie, détournement de quiche                           | 7 avril 2017      | 371 000  | 1,6 %          | [ 35 ] |
| 36                | 04              | Mickaël, trahison de bolognaise Steeve, contrefaçon d'omelette               | 21 avril 2017     | 329 000  | 1,4 %          | [ 36 ] |
| 37                | 05              | Sossam, usurpation de tajine Thierry, détournement de vol-au-vent            | 5 mai 2017        | 304 000  | 1,2 %          | [ 37 ] |
| 38                | 06              | Marie-Jo, fraude au bœuf bourguignon Mickaël, harcèlement de tomates farcies | 12 mai 2017       | 296 000  | 1,2 %          | [ 38 ] |
| 39                | 07              | Joëlle, blanchiment d'axoa basque Jean-Baptiste, outrage au poulet           | 19 mai 2017       | 282 000  | 1,2 %          | [ 39 ] |
| 40                | 08              | Olivier, carnage de moules Amanda, infraction à la paella                    | 2 juin 2017       | 261 000  | 1,1 %          | [ 40 ] |
| 41                | 09              | Gaby, entrave à la ratatouille David, non-assistance à papilles en danger    | 9 juin 2017       | 377 000  | 1,7 %          | [ 41 ] |
| 42                | 10              | Jessica, abus de fromage Blyvy, agression à la sardine                       | 16 juin 2017      | 334 000  | 1,6 %          | [ 42 ] |

- Les plus hauts chiffres d'audience
- Les plus bas chiffres d'audience

### Saison 5 (2017-2018)
La cinquième saison a été diffusée du 1er décembre 2017 au 2 mars 2018 à 21 h 00 sur 6ter.
| Épisodes émission | Épisodes saison | Titre                                                                      | Date de diffusion | Audience | Part de marché | Source |
| ----------------- | --------------- | -------------------------------------------------------------------------- | ----------------- | -------- | -------------- | ------ |
| 43                | 01              | Yannis, piratage de fruits de mer Emmanuel, sabotage de quiche             | 1er décembre 2017 | 384 000  | 1,6 %          | [ 43 ] |
| 44                | 02              | Pamela, extermination de tiramisu Christophe, trafic de sauce              | 8 décembre 2017   | 389 000  | 1,6 %          | [ 44 ] |
| 45                | 03              | Jade, contrefaçon de lasagne au chocolat Jean-Baptiste, trahison de tapas  | 15 décembre 2017  | 318 000  | 1,3 %          | [ 45 ] |
| 46                | 04              | Alex, vandalisme de poulet Yakhouba, abus de panure                        | 22 décembre 2017  | 309 000  | 1,3 %          | [ 46 ] |
| 47                | 05              | Marie-Carmen, empoisonnement au cake Éric, escroquerie au gratin de pâtes  | 29 décembre 2017  | 386 000  | 1,6 %          | [ 47 ] |
| 48                | 06              | Moundir, contrebande d'insectes Dan, corruption de pâtes                   | 5 janvier 2018    | 372 000  | 1,5 %          | [ 48 ] |
| 49                | 07              | Jimmy, outrage à la charlotte Tonio, diffamation de paëlla                 | 12 janvier 2018   | 333 000  | 1,4 %          | [ 49 ] |
| 50                | 08              | Issa, enlèvement de saveur Virginie, arnaque au feuilleté                  | 19 janvier 2018   | 495 000  | 2,1 %          | [ 50 ] |
| 51                | 09              | Mado, injure au fraisier Scott, agression au poulpe                        | 26 janvier 2018   | 376 000  | 1,6 %          | [ 51 ] |
| 52                | 10              | Julie, non-assistance à porc en danger Coco, fraude au beignet             | 2 février 2018    | 395 000  | 1,7 %          | [ 52 ] |
| 53                | 11              | Caroline, recel de quiche lorraine Youri, vandalisme de gâteau             | 9 février 2018    | 328 000  | 1,4 %          | [ 53 ] |
| 54                | 12              | Nicolas, recel de fromage Lola, blanchiment de gaufre                      | 16 février 2018   | 418 000  | 1,9 %          | [ 54 ] |
| 55                | 13              | Lizy, détournement de cuisine cubaine Charlie, discrimination de crevettes | 23 février 2018   | 304 000  | 1,3 %          | [ 55 ] |
| 56                | 14              | Mister V, hold-up de bolognaise Maria, massacre de plat familial           | 2 mars 2018       | 263 000  | 1,1 %          | [ 56 ] |

- Les plus hauts chiffres d'audience
- Les plus bas chiffres d'audience

### Saison 6 (2019)
La sixième saison a été diffusée du 4 janvier 2019  au 19 avril 2019 à 21 h 00 sur 6ter.
| Épisodes émission | Épisodes saison | Titre                                                                  | Date de diffusion | Audience | Part de marché | Source |
| ----------------- | --------------- | ---------------------------------------------------------------------- | ----------------- | -------- | -------------- | ------ |
| 57                | 01              | Malika, trafic de gras Maxime, massacre de poulet                      | 4 janvier 2019    | 358 000  | 1,6 %          | [ 57 ] |
| 58                | 02              | Christian, fraude à la paëlla Lydie, corruption de poulet              | 11 janvier 2019   | 247 000  | 1,1 %          | [ 58 ] |
| 59                | 03              | Anthony, maltraitance d'escargots Khaira, sabotage d'omelette          | 18 janvier 2019   | 313 000  | 1,4 %          | [ 59 ] |
| 60                | 04              | Charlye, contrefaçon de Charlotte Ganou, blanchiment de sandwich       | 25 janvier 2019   | 258 000  | 1,2 %          | [ 60 ] |
| 61                | 05              | Noëlle, ensorcellement de canard Sofiane, extermination de pizza       | 1er février 2019  | 239 000  | 1,0 %          | [ 61 ] |
| 62                | 06              | Céline, séquestration de poulette Anthony, usurpation de purée         | 8 février 2019    | 301 000  | 1,4 %          | [ 62 ] |
| 63                | 07              | Jérôme, corruption de pièce montée Carine, contrebande d'épices        | 15 février 2019   | 255 000  | 1,2 %          | [ 63 ] |
| 64                | 08              | Isabelle, arnaque au clafoutis Majed, détournement de crêpes           | 22 février 2019   | 249 000  | 1,1 %          | [ 64 ] |
| 65                | 09              | Philippe, abus de gras Thomas, trafic de quiche                        | 1er mars 2019     | 232 000  | 1,2 %          | [ 65 ] |
| 66                | 10              | Christine, arnaque au filet mignon Medhi, embuscade de croque-monsieur | 15 mars 2019      | 185 000  | 0,8 %          | [ 66 ] |
| 67                | 11              | Cindy, massacre de poisson pané Mickaël, assassinat de spaghetti       | 22 mars 2019      | 238 000  | 1,0 %          | [ 67 ] |
| 68                | 12              | Elodie, étouffement au pain perdu Jalal, empoisonnement à la lasagne   | 29 mars 2019      | 259 000  | 1,2 %          | [ 68 ] |
| 69                | 13              | Mathieu, étouffement à l'endive David, escroquerie au chili con carne  | 5 avril 2019      | 325 000  | 1,5 %          | [ 69 ] |
| 70                | 14              | Martika, recel de sel Frédéric, trahison de filet mignon               | 12 avril 2019     | 252 000  | 1,1 %          | [ 70 ] |
| 71                | 15              | Eve, empoisonnement aux épices Marina, sévices sur raclette            | 19 avril 2019     | 202 000  | 1,0 %          | [ 71 ] |

- Les plus hauts chiffres d'audience
- Les plus bas chiffres d'audience

## Audiences

### Tableau
| Saison | Nombre d'épisodes | Audience | Audience | Audience | Audience | Audience |
| Saison | Nombre d'épisodes | Première | Finale   | Moyenne  | Minimum  | Maximum  |
| ------ | ----------------- | -------- | -------- | -------- | -------- | -------- |
| 1      | 10                | 371 000  | 307 000  | 278 875  | 235 000  | 371 000  |
| 2      | 11                | 270 000  | 332 000  | 287 909  | 183 000  | 365 000  |
| 3      | 11                | 218 000  | 362 000  | 333 273  | 218 000  | 435 000  |
| 4      | 10                | 335 000  | 334 000  | 333 600  | 261 000  | 447 000  |
| 5      | 14                | 384 000  | 263 000  | 362 143  | 263 000  | 495 000  |
| 6      | 15                | 358 000  | 202 000  | 260 867  | 185 000  | 358 000  |

- Les plus hauts chiffres d'audience
- Les plus bas chiffres d'audience